# Єпископ Єлисаветградський
Єпископ Єлисаветградський — титул єпископа-вікарія Херсонської єпархії з кафедрою в Єлисаветграді (нині Кропивницький), що існував протягом 1880—1929 років. У 1930—1931 роках, зі зміною назви міста, існував титул «єпископ Зинов'євський», а в 1944—1946 роках — «єпископ Кіровоградський», який носили вікарії Одеської єпархії. У 1947 році була заснована самостійна Кіровоградська єпархія Українського екзархату, керівники якої носили титул «Кіровоградський і Чигиринський», а згодом — «Кіровоградський і Миколаївський».
Інколи кафедра називається Єлисаветградський вікаріат (Єлисаветградська вікарна єпархія, Єлисаветградське вікаріатство).

## Російська православна церква
У 1880 році архієпископ Херсонський і Одеський Платон (Городецький) отримав дозвіл Синоду на відкриття в єпархії другого вікаріатства «з метою боротьби із сектантами» (імовірно, старообрядцями). Єпископи другого вікаріатства іменувалися Єлисаветградськими. Місцеперебування їм було відведено в Одеському Успенському чоловічому монастирі на Великому фонтані.
Першим єпископом Єлисаветградським в 1880 році став Неофіт (Неводчиков), кандидат богослов'я, автор численних статей у православній періодиці, який багато років працював на посаді інспектора та видавав «Одеський недільний листок».
Через три з половиною роки його змінив єпископ Мнемон (Вишневський). Скромний владика заслужив повагу своєю любов'ю до частих церковних служб. Коли в 1891 році постало питання про призначення єпископом Єлисаветградським Преосвященного Акакія (Заклінського), владика Мемнон залишився при єпархії, але пішов на підвищення — його перевели в Херсон першим вікарієм із титулом «Новомиргородський».
Його наступник Акакій відомий своїми літературними працями, що регулярно друкувалися в «Єпархіальних відомостях» у Херсоні, Воронежі й Томську. Він три роки поспіль був ігуменом, а згодом відбув на самостійну Олонецьку кафедру.
Наступний настоятель Іоанн (Кратиров), який прибув із Херсонської єпархії, де був єпископом Сумським, уже через рік, 23 серпня 1895 року, виїхав з Одеси в Москву на посаду єпископа Нарвського.
На посаду єпископа Єлисаветградського 25 серпня 1895 року був призначений старший член Петербурзького духовного цензурного комітету архімандрит Тихон (Морошкін), який протягом восьми років управляв Успенським монастирем. Він здобув повагу за добре ставлення до братії та парафіян.

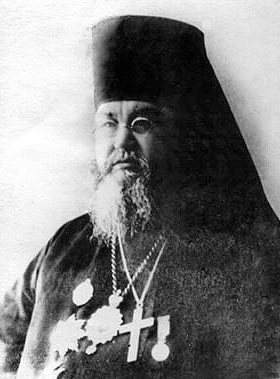
Олексій (Дородніцин), єпископ Єлисаветградський у 1905 році

У 1905 році кілька місяців кафедру обіймав єпископ Олексій (Дородніцин).
Наступним єпископом був преосвященний Хрисанф (Щетковський) (†1906). Його наступником став ректор духовної семінарії архімандрит Анатолій (Каменський). У 1914 році єпископ Анатолій одержав призначення на Томську кафедру, а на місце вікарія був переведений єпископ Прокопій (Титов), нині причислений до лику святих.
У зв'язку з початком Першої світової війни точні відомості про подальшу ієрархії відсутні. У 1918 роцы вікарієм Одеської єпархії єпископом Єлисаветградським був Преосвященний Олексій (Баженов).

## Українська автономна православна церква
У час існування Української автономної православної церкви Московського патріархату Єлисаветградський вікаріат очолював єпископ Олексій (Баженов).

## Український екзархат
У 1921 році указом патріарха Тихона (Беллавіна) автономна Українська православна церква була реорганізована в екзархат.
У 1921 році єпископом Єлисаветградським став Павло (Колосов), а у 1923 році кафедру очолив єпископ Онуфрій (Гагалюк). Лише три дні він був на чолі пастви, як несподівано його заарештували й відправили на заслання. Три роки він підтримував духовний зв'язок і листування зі своєю паствою.
На 1920-ті роки припали гоніння на Церкву, й у цей час Кіровоградська область уславилася подвигом віри багатьох мучеників та сповідників. Першим мученицьку смерть від безбожників прийняв єпископ Єлисаветградський (пізніше Херсонський) Прокопій (Титов). За поданням Комісії по канонізації святих при Священному синоді Української православної церкви він був прилічений до лику святих. Також були канонізовані священномученики Антоній Панкеєв, Онуфрій (Гагалюк) і Порфирій (Гулевич) (уже Зинов'євський), які теж були єпископами у Єлисаветграді, та багато інших сповідників православної віри, що постраждали у роки тоталітаризму.
За часів комуністичного режиму місто утратило не тільки архітектурні споруди та найкращу частину городян, а й свою назву на честь християнської святої. У 1924 році місто назвали Зинов'євськом, у 1934 році — Кіровим, а в 1939 році — Кіровоградом. Православні безуспішно намагалися добитися повернення історичної назви.
Останнім вікарним єпископом Єлисаветградським перед зміною назви міста був Кирил (Квашенко), призначений у 1927 році він залишався на кафедрі до 1929 року..

## Єпископи Єлисаветградські
- Єпископ Неофіт (Неводчиков) (10 серпня 1880 — 6 серпня 1883)
- Єпископ Мнемон (Вишневський) (22 січня 1884 — 7 вересня 1891)
- Єпископ Акакій (Заклінський) (7 вересня 1891 — 30 квітня 1894)
- Єпископ Іоанн (Кратиров) (17 січня — 23 серпня 1895)
- Єпископ Тихон (Морошкін) (8 вересня 1895 — 1903)
- Єпископ Мнемон (Вишневський) (3 травня — 4 листопада 1903)
- Єпископ Феодосій (Олтаржевський) (30 листопада 1903 — 18 липня 1905)
- Єпископ Олексій (Дородніцин) (18 липня — 27 серпня 1905)
- Єпископ Хрисанф (Щетковський) (27 серпня 1905 — 1906)
- Єпископ Анатолій (Каменський) (10 грудня 1906 — 30 липня 1914)
- Єпископ Прокопій (Титов) (30 серпня 1914 — 1917)
- Єпископ Олексій (Баженов) (1918—1921)
- Єпископ Павло (Колосов) (1921-1923)
- Єпископ Онуфрій (Гагалюк) (22 січня 1923—1924)
- Архієпископ Кирил (Квашенко) (1927 — 1929), ймовірно перейшов в обновленство